# 李洪绸
李洪绸（1986年9月18日—），男，广东茂名人，中国影视导演、编剧、制片人。代表作有《毛骗》、《大学生同居的事儿》、《麻辣隔壁》系列。